# Corn Du
Corn Du je vrchol v pohoří Brecon Beacons na jihu Walesu, druhý nejvyšší vrchol této oblasti. Leží vedle nejvyššího vrcholu Pen y Fan a vede na něj stezka ze silnice A470, vedoucí z Cardiffu do Breconu. Pod vrcholem se nachází jezero Llyn Cwm Llwch. Vrchol hory se nachází ve výšce 873 m n. m. Na severozápadním hřebeni hory obelisk, připomínající pětiletého chlapce Tommyho Jonese, který zde zemřel v srpnu 1900 na vyčerpání a podchlazení.